# Grayslake
Grayslake és una vila dels Estats Units a l'estat d'Illinois. Segons el cens del 2003 special census tenia 20.330 habitants.

## Demografia
Segons el cens del 2000, Grayslake tenia 18.506 habitants, 6.503 habitatges, i 4.948 famílies. La densitat de població era de 760,1 habitants/km².
Dels 6.503 habitatges en un 48,6% hi vivien nens de menys de 18 anys, en un 66,3% hi vivien parelles casades, en un 7,4% dones solteres, i en un 23,9% no eren unitats familiars. En el 18,7% dels habitatges hi vivien persones soles el 4% de les quals corresponia a persones de 65 anys o més que vivien soles. El nombre mitjà de persones vivint en cada habitatge era de 2,84 i el nombre mitjà de persones que vivien en cada família era de 3,31.
Per edats la població es repartia de la següent manera: un 33,1% tenia menys de 18 anys, un 5,6% entre 18 i 24, un 40,4% entre 25 i 44, un 16,3% de 45 a 60 i un 4,5% 65 anys o més.
L'edat mediana era de 32 anys. Per cada 100 dones de 18 o més anys hi havia 93,4 homes.
La renda mediana per habitatge era de 73.143 $ i la renda mediana per família de 81.503 $. Els homes tenien una renda mediana de 60.857 $ mentre que les dones 37.839 $. La renda per capita de la població era de 28.898 $. Aproximadament el 2,4% de les famílies i el 3% de la població estaven per davall del llindar de pobresa.

## Poblacions properes
El següent diagrama mostra les poblacions més properes.